# Монастирецький Леонід Семенович
Монастирецький Леонід Семенович (1936-2011) — український педагог, заслужений працівник освіти України, кандидат філологічних наук, професор кафедри новітньої української літератури та соціальних комунікацій (ЖДУ).

## З життєпису
Народився 1936 року в селі Котлярка Попільнянського району Житомирської області. Закінчив середню школу села Сокільча; 1963 року — філологічний факультет Житомирського педагогічного інституту[джерело?].
Професор кафедри новітньої української літератури та соціальних комунікацій Житомирського університету[джерело?].
Здійснював упорядковування літературних збірок. Зокрема: «Поезія О. Ольжича в контексті української літератури ХХ століття»[відсутнє в джерелі]
Під його керівництвом підготовлено не менше 1 кандидата наук.[відсутнє в джерелі]
Був деканом філологічного факультету Житомирського університету.

## Нагороди

### Орден, медалі, звання
- медаль «За трудову доблесть» (1970)
- орден «Трудового Червоного прапора» (1976)
- медаль «Ветеран праці» (1984)
- медаль «Петро Могила» (2006)
- Відмінник освіти України
- Заслужений працівник освіти України

### Грамоти
- Грамота республіканського «Товариства «Знання» (1982)
- Почесна грамота ЦК ВЛКСМ України (1983)
- Грамота ЖДУ імені Івана Франка
- Грамота Житомирської обласної Ради
- Грамота Обласного управління освіти

### Інші відзнаки
- Літературна премії ім. Лесі Українки Житомирського обласного відділення Українського фонду культури (1996)
- знак «Слава Житомирського державного університету імені Івана Франка» (2006)
- знак «Заслужений професор Житомирського державного університету імені Івана Франка» (2009)